# Paavonsaaret (ö i Norra Savolax)
Paavonsaaret är en ö i Finland. Den ligger i sjön Sälevä och i kommunen Sonkajärvi i den ekonomiska regionen  Övre Savolax ekonomiska region  och landskapet Norra Savolax, i den centrala delen av landet, 400 km norr om huvudstaden Helsingfors. Öns area är 6 hektar och dess största längd är 390 meter i öst-västlig riktning.  Notera att namnet antyder att det är fråga om flera öar.